# Samuel ibn Seneh Zarza
Samuel ibn Seneh Zarza (Hebraico: שמואל אבן סנה) foi um filosofo espanhol que viveu em Valencia na segunda metade do século XIV. De acordo com Zunz, seu sobrenome deriva da cidade espanhola Zarza ("mata-espinho"), e é sinonimo da palavra Hebraica "seneh".
São conhecidos poucos detalhes da sua vida, pois entre suas cartas para Sefer ha-Yuhasin (ed. Filipowski, p. 226) Samuel Shalom conta que Zarza foi queimado em uma estaca pelo tribunal de Valencia apos ter sido denunciado por Isaac Campanton, que o acusava de ter negado a criação do mundo. Historiados provaram que esta história e apenas um mito.
Apesar de ser um escritor sem muita importancia, se seus dois primeiros trabalhos servem como criterio, Zarza era tido em alto estima por seus contemporaneos, tanto que o poeta Solomon Reubeni de Barcelona e o astronomo Isaac ibn Al-Hadib compuseram poemas em sua homenagem.
Zarza foi o autor de Mekor Hayyim, um comentário filosofico sobre o Pentateuch (Mântua, 1559), e Mikol Yofi, um comentário filosofico devotado ao haggadot encontrados em ambos Talmudim e dividido em 151 capitulos e sete partes (Neubauer, Cat. Bodl. Hebr. MSS. No. 1296).
Na introdução para seu próximo trabalho, Zarza desenhou uma pintura melancólica do estado dos judeus de Castela no seu tempo, contando que apenas em Toledo cerca de 10,000 foram mortos no curso da guerra entre Pedro I de Castela e seu irmão bastardo, Enrique.
No seu livro Mekor Hayyim, Zarza menciona quatro outras obras suas, das quais não conhecem exemplares: Taharat Ha-Kodesh, Nos Principios Da Religião, Ezem Ha-Dat, Zeror Ha-Mor, é Magen Abraham.